# Acceptare
Acceptarea este un termen care desemnează în economie și legislație manifestarea voinței de a dobîndi un drept, de a primi oferta de încheiere a unui contract sau de a primi o succesiune
Conform unei utilizări anacronice, (referitoare la finanțe în socialism), acceptarea era o  formă de decontare prin care cererea de plată emisă de furnizor era plătită de către bancă numai după consimțămîntul scris al beneficiarului.
În Dicționarul explicativ al limbii române , elaborat de Academia Română sunt prezentate mai multe definiții ale termenului „acceptare” : 1) Consimțământ al întreprinderii cumpărătoare pentru achitarea unei cereri de plată emisă de întreprinderea furnizoare. 2) Semnătură de aprobare pusă pe o poliță prin care semnatarul se obligă să plătească la scadență suma din polița respectivă; accept.
- Cerere și ofertă
- Contraofertă
- Ofertă (declarație de intenție)
- Ofertă și acceptare
- Ofertă specială